# 科英布拉車站
科英布拉車站（葡萄牙語：Estação Ferroviária de Coimbra），又稱科英布拉A站（葡萄牙語：Coimbra-A）、科英布拉城站（葡萄牙語：Coimbra-Cidade），或俗稱新站（葡萄牙語：Estação Nova），是葡萄牙科英布拉的一座鐵路車站。該站於1885年10月18日啟用，1905年，車站擴建。